# Ladji Doucouré
Ladji Doucouré (Juvisy-sur-Orge, 28 maart 1983) is een Franse atleet, die is gespecialiseerd in het hordelopen. Voordat hij zich daarop specialiseerde, was hij tienkamper en voetballer. Hij werd wereldkampioen en tweemaal Europees indoorkampioen in deze discipline. Hij nam driemaal deel aan de Olympische Spelen, maar won bij deze gelegenheden geen medailles.

## Biografie
Op de Olympische Spelen van 2004 in Athene bereikte hij op de 110 m horden voor het eerst een internationale finale en werd achtste in 13,76 s (hij viel voor de finish).
Ladji Doucouré maakte zijn internationale doorbraak in het seizoen van 2005. Hij werd Europees indoorkampioen 60 m horden. Op de 110 m horden begon hij het seizoen met een tijd van 13,14 en weldra verbeterde hij dit naar 13,02. Drie weken voor de wereldkampioenschappen maakte hij zichzelf tot een van de topfavorieten door een persoonlijk record van 12,97 te lopen. Hij werd hiermee Frans recordhouder en na Colin Jackson de tweede Europeaan ooit die dit onderdeel binnen de dertien seconden liep.
Uiteindelijk maakte hij zijn pas verworven status waar door dit onderdeel op de WK in Helsinki te winnen vóór Liu Xiang (zilver) en Allen Johnson (brons) in een tijd van in 13,07. Doucouré won een tweede gouden medaille als startloper van het Franse estafetteteam met zijn teamgenoten Ronald Pognon, Eddy De Lépine en Lueyi Dovy op de 4 x 100 m estafette.
Bij zijn tweede olympische optreden op de Olympische Spelen van 2008 in Peking plaatste Doucouré zich wederom voor de finale van de 110 m horden. Hierin moest hij genoegen nemen met een vierde plaats met een tijd van 13,24. Het jaar erop veroverde hij bij de EK indoor in Turijn het goud op de 60 m horden.
In 2012 nam Doucouré deel aan de Olympische Spelen in Londen. Via 13,67 in de series plaatste hij zich voor de halve finale. Daarin werd hij uitgeschakeld met een langzamere tijd van 13,74.
Doucouré is aangesloten bij Viry-Evry-Nord-Sud-Essonne.

## Titels
- Wereldkampioen 110 m horden – 2005
- Wereldkampioen 4 x 100 m – 2005
- Europees indoorkampioen 60 m horden – 2005, 2009
- Frans kampioen 110 m horden – 2004, 2005, 2008
- Frans indoorkampioen 60 m horden – 2002, 2004, 2005
- Europees kampioen U23 110 m horden – 2005
- Wereldkampioen B-junioren 110 m horden – 1999

## Persoonlijke records
Outdoor
| Onderdeel            | Prestatie | Datum         | Plaats    |
| -------------------- | --------- | ------------- | --------- |
| 100 m                | 10,52 s   | 15 mei 2005   | Montgeron |
| 200 m                | 20,75 s   | 6 mei 2001    | Créteil   |
| 110 m horden         | 12,97 s   | 15 juli 2005  | Angers    |
| polsstokhoogspringen | 4,00 m    | 21 april 2002 | Réduit    |
| verspringen          | 7,73 m    | 19 juli 2001  | Grosseto  |
| kogelstoten          | 12,28 m   | 4 mei 2003    | Maurepas  |
| tienkamp             | 7.794 p   | 10 juni 2001  | Arles     |

Indoor
| Onderdeel   | Prestatie | Datum            | Plaats      |
| ----------- | --------- | ---------------- | ----------- |
| 200 m       | 21,10 s   | 15 februari 2002 | Liévin      |
| 50 m horden | 6,36 s    | 26 februari 2005 | Liévin      |
| 55 m horden | 7,14 s    | 1 februari 2004  | Gainesville |
| 60 m horden | 7,42 s    | 26 februari 2005 | Liévin      |
| verspringen | 7,82 m    | 14 februari 2001 | Moskou      |
| zevenkamp   | 5.470 p   | 27 januari 2002  | Zaragoza    |

## Palmares

### 60 m horden
- 2003:  Europese indoorcup – 7,77 s
- 2005:  EK indoor – 7,50 s
- 2006: 4e WK indoor – 7,58 s
- 2006:  Europese indoorcup – 7,62 s
- 2009:  EK indoor – 6,55 m

### 110 m horden
Kampioenschappen
- 1999:  WK B-junioren – 13,26 s
- 2000:  WJK – 13,84 s
- 2001:  WK – 13,07 s
- 2003:  EK U23 – 13,25 s
- 2003:  Europacup A – 13,55 s
- 2004: 8e OS – 13,76 s
- 2005:  Europacup A – 13,16 s
- 2006: 6e Wereldatletiekfinale – 13,27 s
- 2006:  Europacup A – 13,27 s
- 2007: 5e Wereldatletiekfinale – 13,27 s
- 2008: 4e OS – 13,24 s
- 2009: 4e EK team – 13,65 s
- 2013:  Jeux de la Francophonie – 13,95 s

Golden League-podiumplekken
- 2005:  Meeting Gaz de France – 13,02 s
- 2005:  Golden Gala – 13,29 s
- 2005:  Bislett Games – 13,00 s
- 2005:  Weltklasse Zürich – 13,23 s

### tienkamp
- 2001:  EK junioren – 7747 p

1983 Greg Foster ·
1987 Greg Foster ·
1991 Greg Foster ·
1993 Colin Jackson ·
1995 Allen Johnson ·
1997 Allen Johnson ·
1999 Colin Jackson ·
2001 Allen Johnson ·
2003 Allen Johnson ·
2005 Ladji Doucouré ·
2007 Liu Xiang ·
2009 Ryan Brathwaite ·
2011 Jason Richardson ·
2013 David Oliver ·
2015 Sergej Sjoebenkov ·
2017 Omar McLeod ·
2019 Grant Holloway ·
2022 Grant Holloway ·
2023 Grant Holloway
1983 King, Gault, Smith, Lewis ·
1987 McRae, McNeill, Glance, Lewis ·
1991 Cason, Burrell, Mitchell, Lewis ·
1993 Drummond, Cason, Mitchell, Burrell ·
1995 Esmie, Gilbert, Surin, Bailey ·
1997 Esmie, Gilbert, Surin, Bailey ·
1999 Drummond, Montgomery, Lewis, Greene ·
2001 Nagel, du Plessis, Newton, Quinn ·
2003 Capel, Williams, Patton, Johnson ·
2005 Doucouré, Pognon, De Lépine, Dovy ·
2007 Patton, Spearmon, Gay, Dixon ·
2009 Mullings, Frater, Bolt, Powell ·
2011 Carter, Frater, Blake, Bolt ·
2013 Carter, Bailey-Cole, Ashmeade, Bolt ·
2015 Carter, Powell, Ashmeade, Bolt ·
2017 Ujah, Gemili, Talbot, Mitchell-Blake ·
2019 Coleman, Gatlin, Rodgers, Lyles ·
2022 Brown, Blake, Rodney, De Grasse ·
2023 Coleman, Kerley, Carnes, Lyles
- Bibliothèque nationale de France: cb15735684d (data)
- World Athletics: 14184438
- International Standard Name Identifier: 0000 0000 5424 815X
- Library of Congress Control Number: no2008152594
- MusicBrainz: c5eac18a-17f5-4a32-a2ea-f664035b989b
- Virtual International Authority File: 20010455
- WorldCat: E39PBJmTkkwb7qMbmTkqytWv73